# Hugh Thompson
Hugh C. Thompson, Jr. (5. dubna 1943 – 6. ledna 2006) byl americký voják, který se proslavil jako pilot helikoptéry ve Vietnamu, když za pomoci varovných výstřelů a pod pohrůžkou zahájení palby přinutil příslušníky roty C 23. pěší divize Americal ukončit masakr v My Lai.